# Bourne (Filmreihe)
Die Bourne-Filme sind eine Reihe von Action-Thriller-Spionagefilmen, die auf der vom Autor Robert Ludlum entwickelten Figur Jason Bourne basieren. Bourne ist ein ehemaliger CIA-Auftragsmörder, der durch ein stark traumatisierendes Erlebnis sein Gedächtnis und damit jegliche Erinnerung an seine Ausbildung und sein Leben als Agent verloren hat. Alle drei Romane Ludlums wurden mit Matt Damon in der titelgebenden Hauptrolle verfilmt. Regie führten Doug Liman bei Die Bourne Identität (2002), Paul Greengrass bei Die Bourne Verschwörung (2004), Das Bourne Ultimatum (2007) und Jason Bourne (2016) sowie Tony Gilroy bei Das Bourne Vermächtnis (2012). Gilroy wirkte zudem bei den ersten vier Filmen als Drehbuchautor mit. Im Jahr 2019 wurde das Filmuniversum durch die Fernsehserie Treadstone erweitert. Der erste Roman wurde schon einmal 1988 unter dem Titel Agent ohne Namen mit Richard Chamberlain verfilmt.

## Überblick

### Filme
| Jahr | Film                    | Regie           | Drehbuch                                  | Produzenten                                                                                |
| ---- | ----------------------- | --------------- | ----------------------------------------- | ------------------------------------------------------------------------------------------ |
| 2002 | Die Bourne Identität    | Doug Liman      | Tony Gilroy, William Blake Herron         | Patrick Crowley, Richard N. Gladstein, Doug Liman                                          |
| 2004 | Die Bourne Verschwörung | Paul Greengrass | Tony Gilroy                               | Patrick Crowley, Frank Marshall, Paul Sandberg                                             |
| 2007 | Das Bourne Ultimatum    | Paul Greengrass | Tony Gilroy, Scott Z. Burns, George Nolfi | Patrick Crowley, Frank Marshall, Paul Sandberg                                             |
| 2012 | Das Bourne Vermächtnis  | Tony Gilroy     | Tony Gilroy, Dan Gilroy                   | Patrick Crowley, Frank Marshall, Ben Smith, Jeffrey M. Weiner                              |
| 2016 | Jason Bourne            | Paul Greengrass | Paul Greengrass, Christopher Rouse        | Frank Marshall, Ben Smith, Jeffrey M. Weiner, Matt Damon, Paul Greengrass, Gregory Goodman |

### Fernsehserie
Von Oktober bis Dezember 2019 wurde auf dem US-amerikanischen Fernsehsender USA Network die Spin-off-Serie Treadstone ausgestrahlt, die zum einen die Entstehung des Programmes in den 1970er Jahren behandelt und sich zum anderen auf das in der Gegenwart aktivierte Programm Cicada fokussiert.

## Handlung

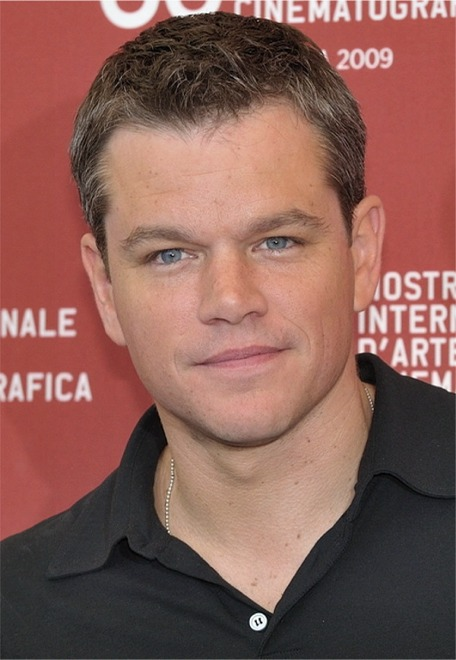
Matt Damon ist in den ersten drei Teilen, sowie dem 2016 erschienenen fünften Teil als Jason Bourne zu sehen.

### Die Bourne Identität(2002)
Ein Mann wird mit zwei Schusswunden im Rücken im Mittelmeer treibend und einem Gegenstand mit der Nummer eines Schweizer Bankschließfachs in seiner Hüfte gefunden. Nachdem er die Küste erreicht hat, begibt er sich zu dem Schließfach. Auf Grund eines darin gefundenen Reisepasses auf diesen Namen vermutet er, dass sein Name Jason Bourne sei. Des Weiteren befinden sich in dem Schließfach weitere internationale Pässe, eine große Menge verschiedener Währungen und eine Pistole. Er versucht, Schritt für Schritt seine wahre Identität herauszufinden, während er Mordversuchen durch CIA-Attentäter entgegentreten muss. Letztlich findet er heraus, dass auch er ein solcher Attentäter ist, dessen letzter Auftrag schiefgelaufen ist. Bourne bricht seine Verbindungen zur CIA ab und schließt sich mit Marie Kreutz zusammen. Sie hilft ihm, seine letzten Erinnerungen vor dem Gedächtnisverlust wiederzuerlangen. Bournes Konflikt mit der CIA erreicht seinen Höhepunkt, als er den Kampf in ihr „Wohnzimmer“ trägt.

### Die Bourne Verschwörung(2004)
Etwa zwei Jahre nachdem er herausgefunden hat, dass er ein Attentäter ist und den Kontakt zur CIA abgebrochen hat, plagen Jason Bourne Erinnerungen an seine erste Mission. Ein Attentat führt zu Maries Tod, und er entscheidet sich, Rache zu nehmen, indem er Jagd auf die Verantwortlichen für ihren Tod und seine vergessene Vergangenheit macht. Bourne entdeckt, dass Ward Abbott, der ehemalige Chef der Operation Treadstone – dem Programm, das Bourne zu einem Attentäter machte – Millionen Dollar von der CIA gestohlen hat. Abbott wollte Bourne die Veruntreuung in die Schuhe schieben und glaubt, dass Bourne wie beabsichtigt getötet wurde. Bourne entlarvt Abbott vor Pamela Landy – der CIA-Agentin, die beauftragt wurde, Bourne zu finden – und Abbott begeht Selbstmord. Während einer langen Verfolgungsjagd wird der russische Killer – der bezahlt wurde, um Bourne zu töten, und der für Maries Tod verantwortlich ist – getötet, und Bourne verschwindet im Untergrund.

### Das Bourne Ultimatum(2007)
Sechs Wochen später bemerkt Bourne, dass ein britischer Journalist seine Vergangenheit untersucht, und kontaktiert ihn, um herauszufinden, wer dessen Quelle ist. Daraufhin wird Bourne das Ziel von Operation Blackbriar, einer erweiterten Version der Operation Treadstone, der die Untersuchungen ebenfalls nicht entgangen sind. In dem Glauben, dass Bourne eine Gefahr ist und Rache sucht, beginnt der operative Leiter von Blackbriar, Noah Vosen, eine erneute Jagd auf Bourne. Bourne schafft es, an geheime Dokumente zu gelangen, die beweisen, dass Blackbriar US-Bürger zum Ziel hatte. Unterstützt wird er dabei sowohl von Landy, die von Anfang an nicht mit Vosen einer Meinung war und Blackbriar nicht gutheißt, als auch von der ehemaligen Treadstone-Logistikerin Nicky Parsons, die – wie impliziert wird – vor Bournes letzter Mission und dem daraus resultierenden Gedächtnisverlust romantische Gefühle für Bourne hegte. Schließlich begegnet Bourne der Person, die einige Jahre zuvor seine Verhaltensanpassung als erster Treadstone-Agent überwachte, von Angesicht zu Angesicht. Die Verantwortlichen für Treadstone und Blackbriar werden entlarvt, und Bourne verschwindet im Untergrund.

### Das Bourne Vermächtnis(2012)

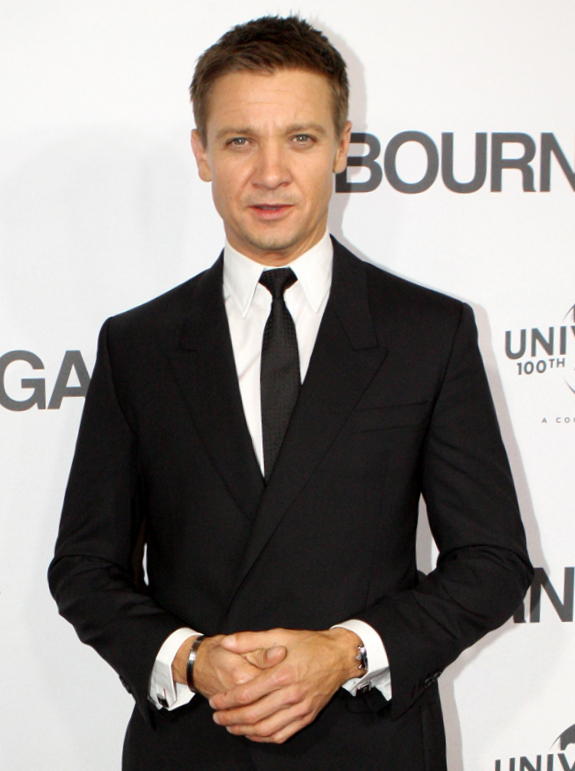
Jeremy Renner übernahm im vierten Teil die Hauptrolle.

Aaron Cross ist ein Mitglied der Operation Outcome, eines geheimen Kommandoprogramms des Verteidigungsministeriums der Vereinigten Staaten, das die physischen und mentalen Fähigkeiten von Außendienstagenten durch als „Chems“ bezeichnete Tabletten verbessern soll. Cross wird für das Training nach Alaska geschickt, durchquert dort schroffes Gelände und erreicht eine Hütte, die von einem verbannten Outcomeagenten betrieben wird. Die Blackbriar- und Treadstoneprogramme wurden öffentlich bekannt, was das FBI und das United States Senate Select Committee on Intelligence veranlasst, die Verantwortlichen zu ermitteln. Der pensionierte Luftwaffenoberst Eric Byer, der für die Überwachung der Geheimoperationen der CIA verantwortlich ist, beschließt, Outcome zu beenden und seine Agenten zu liquidieren. Cross schafft es, mehrere Anschläge auf sein Leben zu vereiteln, und macht sich auf die Suche nach weiteren Chems, da seine zur Neige gehen. Cross gerät letztlich an Dr. Marta Shearing, seine letzte Möglichkeit, an weitere Chems zu gelangen. Sie erzählt ihm von einer Möglichkeit, seine Fähigkeiten dauerhaft zu steigern. Die beiden reisen dazu zu einer Fabrik in Manila auf den Philippinen. Sie sind erfolgreich und schaffen es, mehreren Anschlägen zu entkommen.

### Jason Bourne(2016)
Mehrere Jahre nach seinem Verschwinden in Das Bourne Ultimatum taucht Jason Bourne wieder auf. Das weltweite Vertrauen in die Regierungen ist inzwischen durch die Griechische Staatsschuldenkrise und die durch Edward Snowden enthüllte Globale Überwachungs- und Spionageaffäre sehr gemindert worden. Auch die CIA hat schon bessere Zeiten gesehen und startet ein neues Programm namens Iron Hand, mit dem Bourne wieder aufgespürt werden soll. Die aus dem Exil zurückgekehrte Nicky Parsons kann sich in die Server der CIA einhacken und so Bourne in Athen ausfindig machen, wird aber vom ehemaligen Blackbriar-Agenten Asset erschossen. Durch die von Parsons erhaltenen Informationen findet Bourne heraus, dass einst sein Vater Treadstone ins Leben gerufen hat. Als er einen ehemaligen Agenten in London ausfindig macht, sieht die CIA-Mitarbeiterin Heather Lee ihre Chance, Bourne persönlich zu treffen. Der CIA-Direktor Robert Dewey ist allerdings nur an der Ermordung Bournes interessiert, da er einst Asset den Mord an Bournes Vater aufgetragen hat. Bourne und Lee verbünden sich daraufhin und schaffen es gemeinsam, Dewey und Asset umzubringen.

## Produktion
Laut Regisseur Doug Liman war er ein Fan des Buches Die Bourne Identität von Robert Ludlum, seit er es in der High School gelesen hatte. Kurz vor Ende der Dreharbeiten von Limans vorherigem Film Swingers entschied sich Liman das Buch zu verfilmen. Nach mehr als zwei Jahren Arbeit mit der Sicherung der Rechte an dem Buch von Universal Studios und einem weiteren Jahr der Entwicklung des Drehbuches mit Drehbuchautor Tony Gilroy begannen die zweijährigen Dreharbeiten. Liman wandte sich an eine Reihe bekannter Schauspieler für die Rolle des Bourne, u. a. Russell Crowe und Sylvester Stallone, bevor er die Rolle letztendlich mit Matt Damon besetzte. Liman stellte fest, dass Damon es verstand und begrüßte, dass der Fokus von Die Bourne Identität trotz seines Actionanteils primär auf der Figur Jason Bourne und der Geschichte lag. Die Produktion war schwierig. Während der gesamten Dreharbeiten wurde das Drehbuch immer wieder umgeschrieben und Liman musste sich kontinuierlich mit den Verantwortlichen von Universal auseinandersetzen. Letztendlich wurde Die Bourne Identität im Juni 2002 veröffentlicht.
Im Juni 2003 kündigte Universal den Nachfolger Die Bourne Verschwörung unter der Regie des britischen Regisseurs Paul Greengrass an. 2016 erschien Jason Bourne, bei dem erneut Greengrass die Regie übernahm.
Im November 2023 wurde ein sechster Film mit Regisseur Edward Berger angekündigt. Im Oktober 2024 wurde bekannt, dass der Filmtitel The Bourne Dilemma lauten soll. Auch Matt Damon sei wieder in der Hauptrolle.

## Besetzung und Synchronisation
| Jason Bourne / David Webb | Matt Damon               | Matt Damon     | Matt Damon       |                  | Matt Damon               | Matthias Hinze Simon Jäger 2    |
| Nicky Parsons | Julia Stiles             | Julia Stiles   | Julia Stiles     |                  | Julia Stiles             | Ranja Bonalana                  |
| Marie Helena Kreutz | Franka Potente           | Franka Potente | Franka Potente   |                  |                          | Franka Potente                  |
| Ward Abbott | Brian Cox                | Brian Cox      | Brian Cox        |                  |                          | Roland Hemmo                    |
| Danny Zorn | Gabriel Mann             | Gabriel Mann   |                  |                  |                          | Oliver Feld                     |
| Alexander Conklin | Chris Cooper             | Chris Cooper   | Chris Cooper     |                  |                          | Jan Spitzer                     |
| The Professor | Clive Owen               | Clive Owen     |                  |                  | Clive Owen               | Thomas Nero Wolff               |
| Nykwana Wombosi | Adewale Akinnuoye-Agbaje |                |                  |                  | Adewale Akinnuoye-Agbaje | Michael Ojake                   |
| Pamela Landy |                          | Joan Allen     | Joan Allen       | Joan Allen       |                          | Susanna Bonasewicz              |
| Tom Cronin |                          | Tom Gallop     | Tom Gallop       | Tom Gallop       |                          | Erich Räuker Boris Tessmann 3   |
| Kirill |                          | Karl Urban     |                  |                  |                          | – 1                             |
| Jarda |                          | Marton Csokas  |                  |                  |                          | Detlef Bierstedt                |
| Dr. Albert Hirsch |                          |                | Albert Finney    | Albert Finney    | Albert Finney            | Otto Mellies                    |
| Noah Vosen |                          |                | David Strathairn | David Strathairn |                          | Reinhard Kuhnert                |
| Ezra Kramer |                          |                | Scott Glenn      | Scott Glenn      |                          | Norbert Gescher Rüdiger Evers 4 |
| Ray Wills |                          |                | Corey Johnson    | Corey Johnson    |                          | Peter Reinhardt                 |
| Simon Ross |                          |                | Paddy Considine  | Paddy Considine  |                          | Marcus Off                      |
| Paz |                          |                | Édgar Ramírez    | Edgar Ramirez    |                          | – 1                             |
| Desh Bouksani |                          |                | Joey Ansah       |                  | Joey Ansah               | – 1                             |
| Martin Kreutz |                          |                | Daniel Brühl     |                  |                          | Daniel Brühl                    |
| Aaron Cross / Kenneth Kitsom |                          |                |                  | Jeremy Renner    |                          | Gerrit Schmidt-Foß              |
| Dr. Marta Shearing |                          |                |                  | Rachel Weisz     |                          | Bettina Weiß                    |
| Eric Byer |                          |                |                  | Edward Norton    |                          | Andreas Fröhlich                |
| Mark Turso |                          |                |                  | Stacy Keach      |                          | Axel Lutter                     |
| Number 3 |                          |                |                  | Oscar Isaac      |                          | Uve Teschner                    |
| Heather Lee |                          |                |                  |                  | Alicia Vikander          | Yvonne Greitzke                 |
| Robert Dewey |                          |                |                  |                  | Tommy Lee Jones          | Ronald Nitschke                 |
| Asset |                          |                |                  |                  | Vincent Cassel           | Oliver Siebeck                  |
| Aaron Kalloor |                          |                |                  |                  | Riz Ahmed                | Julien Haggége                  |
| Legende - Kursiv geschriebene Darsteller traten ausschließlich im Archivmaterial auf - Grau untermalte Felder bedeuten, dass die Figur nicht im Film auftrat. |                          |                |                  |                  |                          |                                 |

## Filmstab
|                             | Film                                              | Film                                           | Film                                           | Film                                                          | Film                                                                                       |
| Die Bourne Identität (2002) | Die Bourne Verschwörung (2004)                    | Das Bourne Ultimatum (2007)                    | Das Bourne Vermächtnis (2012)                  | Jason Bourne (2016)                                           |                                                                                            |
| --------------------------- | ------------------------------------------------- | ---------------------------------------------- | ---------------------------------------------- | ------------------------------------------------------------- | ------------------------------------------------------------------------------------------ |
| Regie                       | Doug Liman                                        | Paul Greengrass                                | Paul Greengrass                                | Tony Gilroy                                                   | Paul Greengrass                                                                            |
| Drehbuch                    | Tony Gilroy, William Blake Herron                 | Tony Gilroy                                    | Tony Gilroy, Scott Z. Burns, George Nolfi      | Tony Gilroy, Dan Gilroy                                       | Paul Greengrass, Christopher Rouse                                                         |
| Produktion                  | Patrick Crowley, Richard N. Gladstein, Doug Liman | Patrick Crowley, Frank Marshall, Paul Sandberg | Patrick Crowley, Frank Marshall, Paul Sandberg | Patrick Crowley, Frank Marshall, Ben Smith, Jeffrey M. Weiner | Frank Marshall, Jeffrey M. Weiner, Ben Smith, Matt Damon, Gregory Goodman, Paul Greengrass |
| Musik                       | John Powell                                       | John Powell                                    | John Powell                                    | James Newton Howard                                           | John Powell, David Buckley                                                                 |
| Kamera                      | Oliver Wood                                       | Oliver Wood                                    | Oliver Wood                                    | Robert Elswit                                                 | Barry Ackroyd                                                                              |
| Schnitt                     | Saar Klein                                        | Richard Pearson, Christopher Rouse             | Christopher Rouse                              | John Gilroy                                                   | Christopher Rouse                                                                          |

## Musik
Das Lied Extreme Ways des Musikers Moby wird im Abspann aller fünf Filme gespielt.

## Rezeption

### Einspielergebnisse
| Film                         | Veröffentlichung (Deutschland) | Einspielergebnis in US-Dollar | Einspielergebnis in US-Dollar | Einspielergebnis in US-Dollar | Budget in US-Dollar | Platzierungen | Platzierungen | Quelle |
| Film                         | Veröffentlichung (Deutschland) | USA                           | Andere Gebiete                | Weltweit                      | Budget in US-Dollar | USA           | Weltweit      | Quelle |
| ---------------------------- | ------------------------------ | ----------------------------- | ----------------------------- | ----------------------------- | ------------------- | ------------- | ------------- | ------ |
| Die Bourne Identität         | 26. September 2002             | 121.661.683                   | 092.372.541                   | 0214.034.224                  | 060 Mio.            | 521           | 705           | [ 17 ] |
| Die Bourne Verschwörung      | 16. Oktober 2004               | 176.241.941                   | 112.258.276                   | 0288.500.217                  | 075 Mio.            | 265           | 485           | [ 18 ] |
| Das Bourne Ultimatum         | 6. September 2007              | 227.471.070                   | 215.353.068                   | 0442.824.138                  | 110 Mio.            | 151           | 244           | [ 19 ] |
| Das Bourne Vermächtnis       | 13. September 2012             | 113.203.870                   | 162.940.880                   | 0276.144.750                  | 125 Mio.            | 587           | 508           | [ 20 ] |
| Jason Bourne                 | 11. August 2016                | 162.434.410                   | 253.050.504                   | 0415.484.914                  | 120 Mio.            | 312           | 266           | [ 21 ] |
| Gesamt (Stand: 1. März 2019) | Gesamt (Stand: 1. März 2019)   | 801.012.974                   | 835.975.269                   | 1.636.988.243                 | 490 Mio.            | –             | –             | [ 22 ] |

### Kritiken
(Stand: 15. August 2023)
| Film                    | Rotten Tomatoes     | Metacritic       | IMDb                      |
| ----------------------- | ------------------- | ---------------- | ------------------------- |
| Die Bourne Identität    | 84 % (193 Kritiken) | 68 (38 Kritiken) | 7,8 (563.014 Bewertungen) |
| Die Bourne Verschwörung | 82 % (197 Kritiken) | 73 (39 Kritiken) | 7,8 (476.819 Bewertungen) |
| Das Bourne Ultimatum    | 92 % (268 Kritiken) | 85 (38 Kritiken) | 8,0 (647.690 Bewertungen) |
| Das Bourne Vermächtnis  | 55 % (235 Kritiken) | 61 (42 Kritiken) | 6,6 (310.300 Bewertungen) |
| Jason Bourne            | 54 % (328 Kritiken) | 58 (50 Kritiken) | 6,6 (235.831 Bewertungen) |

## Auszeichnungen
Das Bourne Ultimatum gewann drei Oscars: Bester Schnitt, Bester Ton und Bester Tonschnitt. Sowohl Die Bourne Verschwörung als auch Das Bourne Ultimatum gewannen den Empire Award als bester Film.